# Dimanche du souvenir
Le dimanche du souvenir est une journée de commémoration, au Royaume-Uni, de la contribution des militaires et civils britanniques et du Commonwealth, hommes et femmes, aux deux guerres mondiales et aux conflits ultérieurs. Il a lieu le deuxième dimanche de novembre (le dimanche le plus proche du 11 novembre, jour de l'armistice, anniversaire de la fin des hostilités de la Première Guerre mondiale en 1918). Au sein de l'Église d'Angleterre, le dimanche du souvenir se situe dans la période liturgique de l'Allsaintstide.
Elle est marquée par des cérémonies aux monuments aux morts locaux dans la plupart des villes et villages, auxquelles participent des dignitaires civiques, d'anciens militaires (dont beaucoup sont membres de la Royal British Legion et d'autres organisations d'anciens combattants), des membres des unités régulières et de réserve des forces armées locales (Royal Navy et Royal Naval Reserve, Royal Marines et Royal Marines Reserve, Army et Territorial Army, Royal Air Force et Royal Auxiliary Air Force), des forces de cadets militaires (Sea Cadet Corps, Force des Cadets de l'Armée et Air Training Corps, ainsi que Combined Air Force) et les organisations de jeunesse (par exemple, Scouts, Boys' Brigade, Girls' Brigade et Guides). Les représentants du pouvoir judiciaire déposent également des couronnes aux monuments aux morts locaux dans tout le pays. Des couronnes de coquelicots sont déposées sur les monuments et deux minutes de silence sont observées à 11 heures. Les cloches des églises sont généralement sonnées à mi-voix, ce qui crée un effet sombre. L'ensemble de la cérémonie, y compris les défilés, le service et le dépôt de couronnes, dure généralement environ deux heures.

## Historique
La commémoration des morts de la Première Guerre mondiale a d'abord eu lieu le jour de l'Armistice, à partir de 1919. Outre le service national à Londres, des manifestations ont été organisées aux monuments aux morts des villes et des villages, avec souvent des défilés de dignitaires civiques et d'anciens combattants.
La première commémoration britannique de la fin de la Première Guerre mondiale a eu lieu au palais de Buckingham, le roi George V accueillant un « banquet en l'honneur du président de la République française » dans la soirée du 10 novembre 1919. Les premières manifestations officielles du jour de l'Armistice ont ensuite eu lieu dans les jardins du palais le matin du 11 novembre 1919, avec notamment un silence de deux minutes à 11 heures en signe de respect pour ceux qui sont morts pendant la guerre et pour ceux qui sont restés derrière. Alors que la réaction initiale et spontanée du public à la signature de l'Armistice le 11 novembre 1918 était la liesse et la célébration, le banquet de 1919 a été critiqué pour son caractère trop festif.
L'année suivante, le jour de l'armistice de 1920, les funérailles du soldat inconnu ont eu lieu au cénotaphe de Londres et un silence de deux minutes a été observé dans tout le pays. Les bus s'arrêtent, l'électricité est coupée sur les lignes de tramway et même les transactions à la Bourse de Londres sont interrompues.
À partir de 1921, la Royal British Legion a commencé à vendre des coquelicots du souvenir afin de collecter des fonds pour les anciens combattants. Au cours des années 1920 et 1930, le caractère des événements commémoratifs s'est politisé. Pour certains, le jour de l'armistice était un jour de reconnaissance des horreurs de la guerre, qui ne devaient plus jamais se répéter ; pour d'autres, ce jour symbolisait l'honneur du service militaire.
En 1923, un député pacifiste chrétien est élu au parlement. Au milieu des années 1930, l'Union de la promesse de paix a bénéficié d'un large soutien. Le pacifisme a bénéficié d'une grande publicité lors d'un débat étudiant en 1933 au sein de l'Union de l'Université d'Oxford, qui a voté une résolution stipulant que « cette Chambre ne se battra en aucun cas pour le Roi et la Patrie ». Les premiers coquelicots blancs ont été vendus par la Co-operative Women's Guild en 1933.
Pendant la Seconde Guerre mondiale, les commémorations ont été déplacées au dimanche précédant le 11 novembre, à titre de mesure d'urgence, afin de ne pas perturber la production de matériel de guerre essentiel.
En mai 1945, juste avant le jour de la Victoire en Europe, le nouveau gouvernement a entamé des consultations avec les églises et la Légion britannique sur l'avenir de la commémoration. En 1945, le jour de l'armistice tombait un dimanche, ce qui ne nécessitait pas de modifier les pratiques du temps de guerre. Certains pensaient que le maintien de la date du 11 novembre mettrait davantage l'accent sur la Première Guerre mondiale et minimiserait l'importance de la Seconde. D'autres dates ont été suggérées : le 8 mai (VE Day), le 6 juin (D-Day), le 15 août (VJ Day), le 3 septembre (déclaration de guerre) et même le 15 juin (signature de la Magna Carta en 1215). L'archevêque de Westminster a proposé que le deuxième dimanche de novembre soit baptisé "Remembrance Sunday" (dimanche du souvenir) en commémoration des deux guerres mondiales, suggestion qui a été approuvée par le bureau de l'intérieur en janvier 1946. En juin de la même année, le premier ministre, Clement Attlee, a annoncé à la Chambre des communes que « le gouvernement pensait que ce point de vue s'imposerait à tous les secteurs du pays. Je suis heureux de dire qu'elle est maintenant généralement acceptée ici et qu'elle a été approuvée par le Roi ».

## Cérémonie nationale au Royaume-Uni

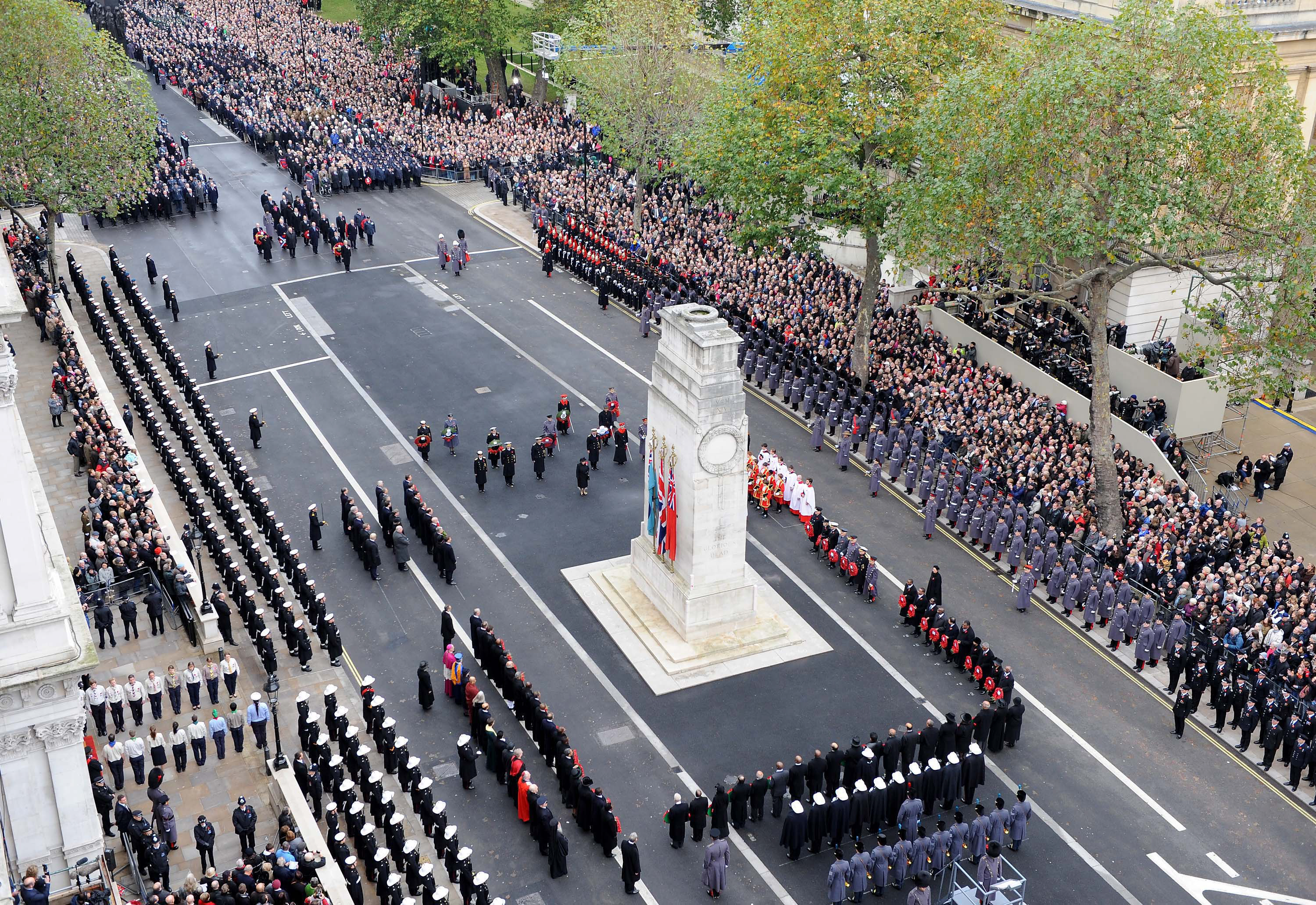
La cérémonie au cénotaphe.

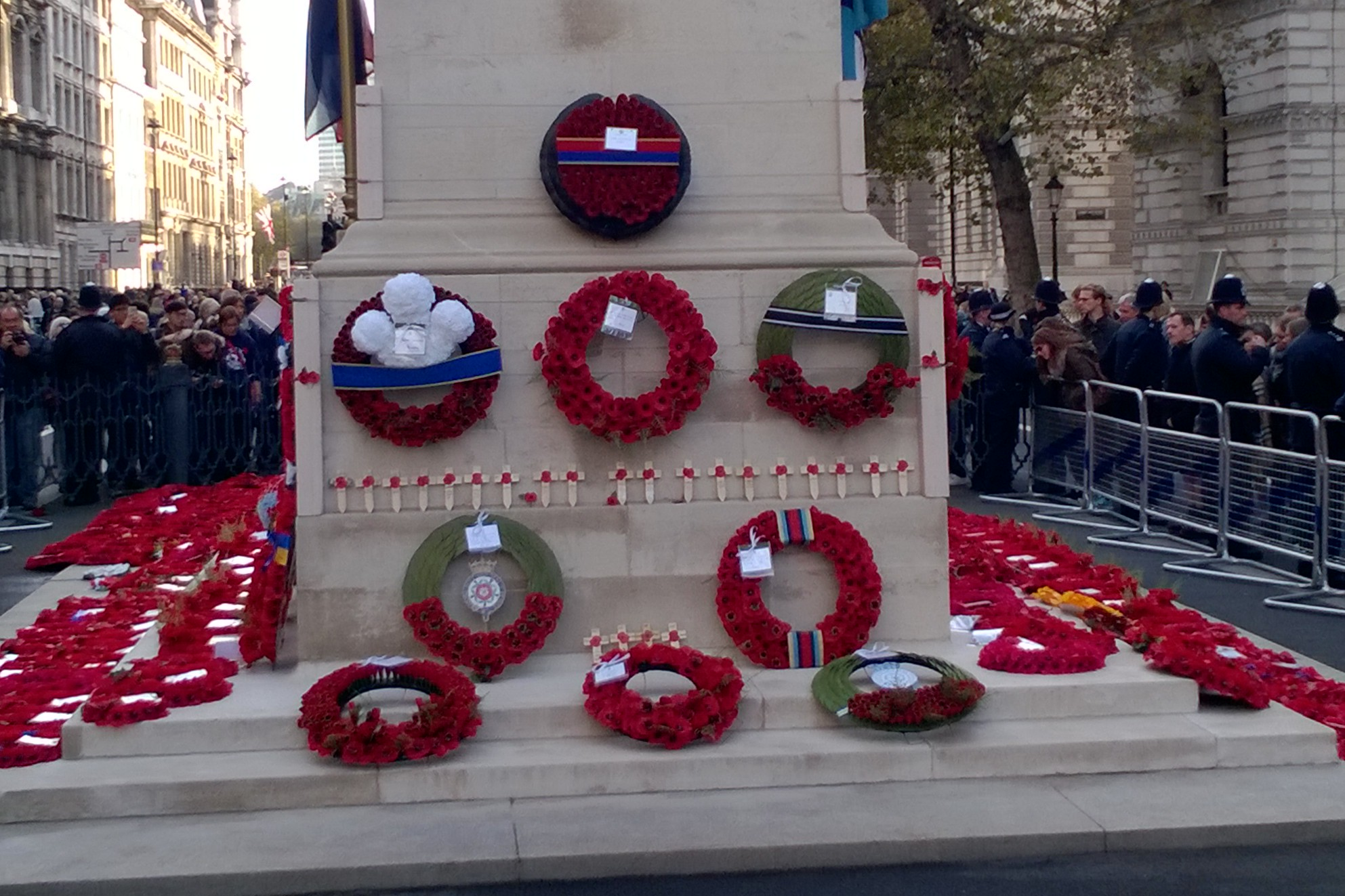
Groupe de couronnes déposées lors de la cérémonie du dimanche du Souvenir à Londres.

La cérémonie nationale se déroule à Londres, au cénotaphe de Whitehall. Elle débute par deux minutes de silence à 11 heures et se termine par la fin de la procession de remerciement de la nation à 13h30. La partie principale de la cérémonie consiste en un dépôt de gerbes par les membres de la famille royale et d'autres dignitaires, un service du souvenir avec des prières et un hymne. Elle est immédiatement suivie d'un défilé de milliers d'anciens militaires et de contingents d'autres organisations. Les marcheurs saluent le cénotaphe lors de leur passage et des couronnes sont remises pour être déposées autour du cénotaphe.

## Cérémonies régionales et locales

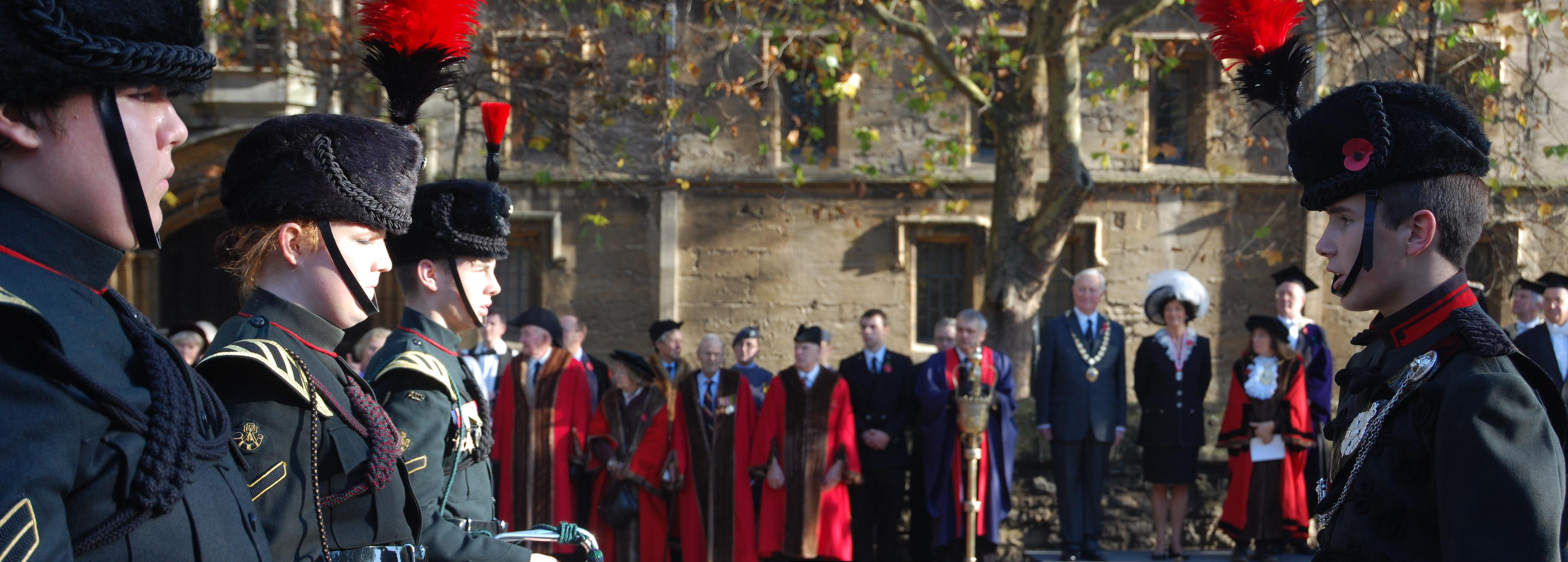
Le défilé du dimanche du Souvenir à Oxford en 2011.

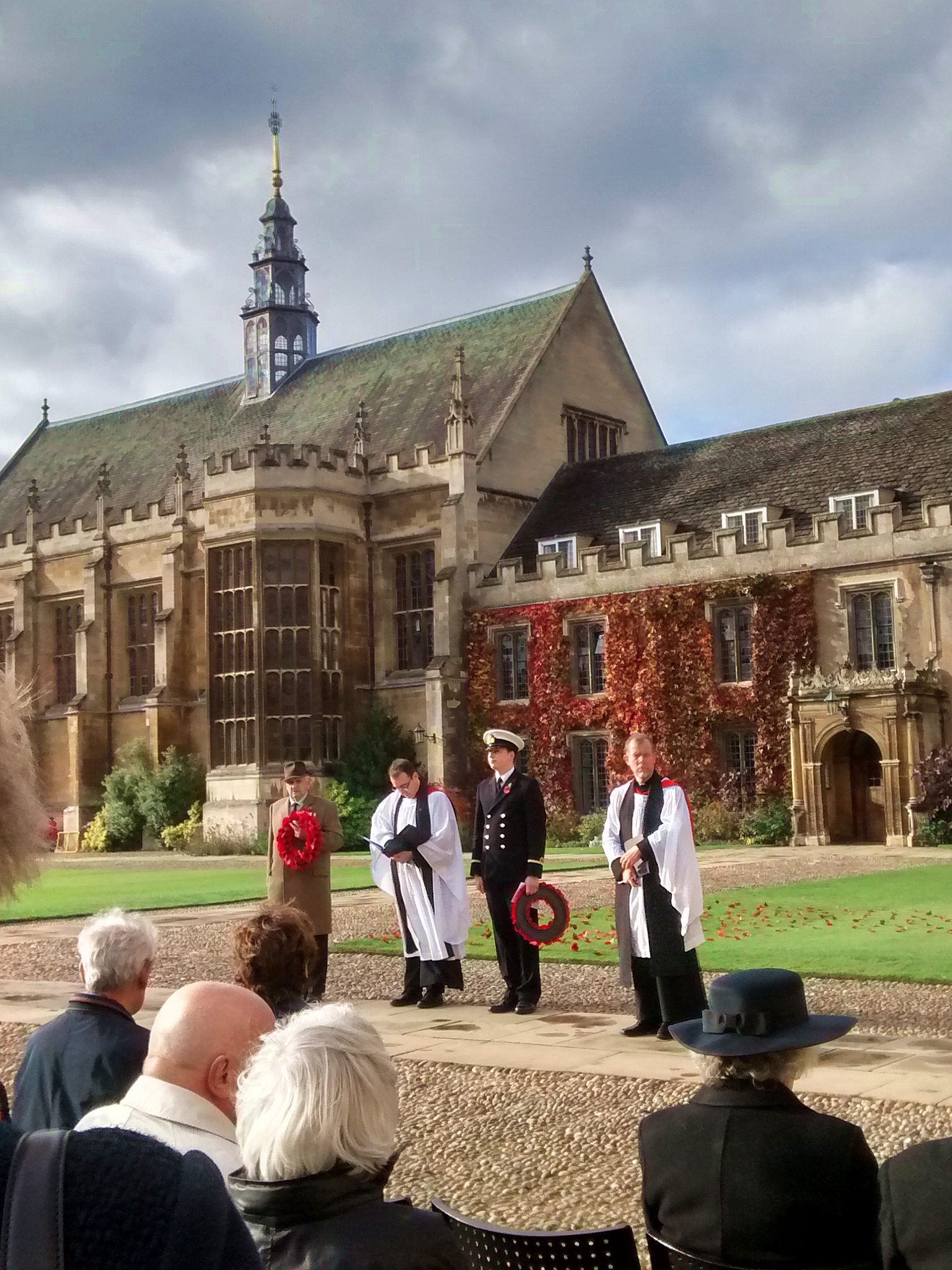
Service du souvenir au Trinity College, Cambridge, en 2018.

Des cérémonies importantes ont également lieu dans les capitales des nations et dans les régions du Royaume-Uni. Elles se déroulent notamment au Mémorial national écossais de la guerre, à Édimbourg, dans le parc du château d'Édimbourg, au Monument aux morts national gallois, à Cardiff, et au Mémorial de guerre et cénotaphe d'Irlande du Nord, à Belfast, dans le parc de l'hôtel de ville de Belfast.
En règle générale, des couronnes de coquelicots sont déposées par des représentants de la Couronne, des forces armées et des dirigeants locaux, ainsi que par des organisations locales telles que les organisations d'anciens militaires, les forces cadettes, les scouts, les guides, la brigade des garçons, l'Ambulance Saint-Jean et l'Armée du Salut. Le début et la fin du silence sont souvent marqués par le tir d'une pièce d'artillerie. Une minute ou deux minutes de silence sont également souvent intégrées dans les services religieux.
Une critique courante des cérémonies du dimanche du Souvenir et de la Royal British Legion est qu'en se concentrant uniquement sur les anciens combattants et les militaires décédés, la grande majorité des victimes de la guerre (les civils) est oubliée,,.

## Territoires britanniques d'outre-mer
Dans le passé, le secrétaire d'État aux affaires étrangères et du Commonwealth déposait une gerbe au nom de tous les territoires britanniques d'outre-mer. Cependant, depuis 2001, l'Association des territoires d'outre-mer de Grande-Bretagne mène une campagne pour obtenir le droit de déposer eux-mêmes une gerbe lors du service annuel au Cénotaphe. En 2008, le gouvernement travailliste a accepté qu'une couronne soit déposée pour les 14 territoires par un représentant des territoires,.

## Irlande du Nord
En Irlande du Nord, le dimanche du souvenir a tendance à être associé aux unionistes. La plupart des nationalistes et républicains irlandais ne participent pas à la commémoration publique des soldats britanniques organisée par la Royal British Legion. Cela s'explique en partie par les actions de la British Army pendant les Troubles et son rôle dans la lutte contre l'indépendance de l'Irlande. Toutefois, certains nationalistes modérés ont assisté à des manifestations organisées à l'occasion du jour du souvenir afin de se rapprocher de la communauté unioniste. En 1987, l'Armée républicaine irlandaise provisoire (IRA) a fait exploser une bombe juste avant une cérémonie du dimanche du souvenir à Enniskillen, tuant onze personnes. L'IRA a déclaré qu'elle s'était trompée et qu'elle visait les soldats qui défilaient vers le monument aux morts. La république d'Irlande a sa propre journée nationale de commémoration en juillet pour tous les Irlandais morts à la guerre.

## Autres cérémonies
De 1919 à 1945, le jour de l'Armistice a toujours été célébré le 11 novembre. Elle a ensuite été déplacée au dimanche du souvenir, mais depuis le 50e anniversaire de la fin de la Seconde Guerre mondiale en 1995, il est devenu habituel d'organiser des cérémonies à la fois le jour de l'armistice et le dimanche du souvenir.
En 2006, Gordon Brown, alors chancelier de l'Échiquier, a proposé d'instituer, en plus du dimanche du souvenir, une nouvelle journée nationale pour célébrer les réalisations des anciens combattants. Ce « Veterans Day », qui se tiendrait en été, serait similaire aux célébrations du Veterans Day aux États-Unis. Cette journée a été rebaptisée « Journée des forces armées », afin d'inclure les troupes actuellement en service, les familles des militaires, les vétérans et les cadets. La première « Journée des forces armées » a eu lieu le 27 juin 2009.
Les sous-mariniers organisent une marche et une cérémonie supplémentaires le dimanche précédant le dimanche du souvenir, dont le point central est le Mémorial des sous-mariniers sur le Victoria Embankment de Londres.

## Hors Royaume-Uni
En dehors du Royaume-Uni, les églises anglicanes et l'Église d'Écosse organisent souvent un service commémoratif le dimanche du Souvenir. En république d'Irlande, un service œcuménique est organisé dans la cathédrale Saint-Patrick de Dublin, la cathédrale nationale de l'Église d'Irlande. Depuis 1993, le président de l'Irlande assiste à cette cérémonie. L'État a sa propre journée nationale de commémoration (en juillet) pour tous les Irlandais et Irlandaises morts à la guerre. Aux États-Unis, elle est célébrée par de nombreuses églises anglo-catholiques de l'Église épiscopale. L'Église anglicane de Corée célèbre également cette journée pour commémorer, en particulier, les soldats du Commonwealth qui ont combattu pendant la guerre de Corée, avec un service à la cathédrale anglicane de Séoul.
En Nouvelle-Zélande, une tentative a été faite pour remplacer l'Armistice Day par le Remembrance Sunday après la Seconde Guerre mondiale, mais ce fut un échec, en partie à cause de la concurrence de l'Anzac Day.

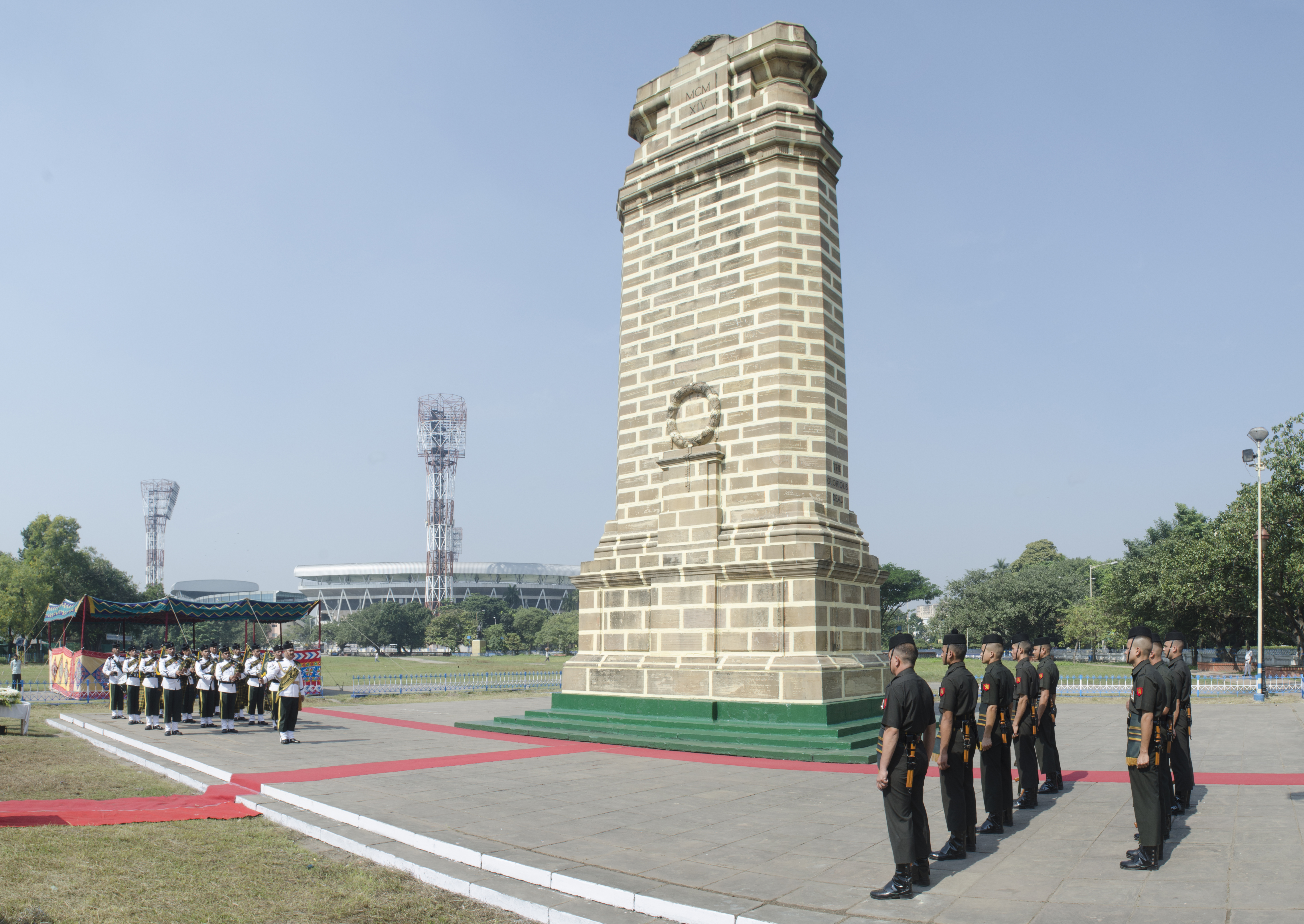
Commémoration du dimanche du souvenir au cénotaphe des morts glorieuses à Kolkata, Inde, en 2016.

Chaque année, le Haut-commissariat adjoint britannique à Kolkata, en Inde, organise une commémoration du dimanche du souvenir au cénotaphe des Morts Glorieuses à Maïdan.

## Coquelicots
Les coquelicots du souvenir sont un symbole traditionnel du dimanche du souvenir ; ils peuvent être portés sur les vêtements ou transformés en couronnes. Les coquelicots rouges en papier sont vendus par la British Legion.
En octobre et novembre, les tabloïds britanniques ont l'habitude de « dénoncer » les hommes politiques et les célébrités qui ont choisi de ne pas porter le coquelicot rouge de la Royal British Legion. Les critiques ont qualifié cette pratique de « fascisme du coquelicot », les personnes qui refusent de porter le coquelicot à la télévision ou lors d'événements sportifs ayant reçu des menaces de mort,.

## Voir également
- (en) Festival du souvenir (représentation au Royal Albert Hall le samedi précédant le dimanche du souvenir)
- Service national du souvenir
- Jour du Souvenir
- Coquelicot du Souvenir
- Deux minutes de silence